# 美濃加茂市立図書館
美濃加茂市立図書館（みのかもしりつとしょかん）は、岐阜県美濃加茂市にある公立図書館。中央図書館・東図書館・北部分室の2館1室で構成され、加茂郡坂祝町の坂祝町中央公民館図書室とシステム統合している。

## 歴史

### 前史と単館時代（ - 1996年）
1951年（昭和26年）の時点で、後に美濃加茂市となる町村にはいずれも公民館が設置され、各館は図書室ないし図書棚を有し、合計3,640冊を保有していた。1958年（昭和33年）に美濃加茂市役所分室に美濃加茂市立図書館が設置されたが、独立館ではなかったため、青少年センターや産業文化会館へ移転を繰り返すことになった。1965年（昭和40年）時点の蔵書数は1,835冊、閲覧者数は738人と少なかった。
こうした中で独立館の設置を求める市民の声が上がり、1978年（昭和53年）に独立館の設置が決まった。同年、古井小学校PTA・山之上小学校母親委員会・麦の会などの読書サークルが連合して、美濃加茂市読書サークル協議会を結成した。1979年（昭和54年）3月に5750万円をかけて鉄骨鉄筋コンクリート構造3階建て、延床面積503.9 m2の図書館が竣工、同年5月26日に開館した。『図書館年報』では同年を「市立図書館オープン」としており、それ以前の歴史を記していない。3階建ての図書館の1階は駐車場で、2階に郷土資料・児童書・小説など、3階に一般図書・参考図書や学習室を配置した。郷土資料コーナーには美濃加茂市出身の坪内逍遥と津田左右吉の遺品や書籍を展示するスペースが設けられ、図書館の目玉となっていた。また独立開館と同時に、約1,000冊搭載の移動図書館「そよかぜ号」を導入し、月1回市内各町の巡回を開始した。
順調な滑り出しを切った図書館であったが、わずか4年後の1983年（昭和58年）9月29日に台風10号に伴う豪雨で木曽川が氾濫、美濃加茂市と坂祝町で計290 haが浸水し、図書館も大きな被害が発生した（9.28豪雨災害）。そこで木曽川護岸堤防工事のため、中濃体育館（現・美濃加茂市中央体育館プラザちゅうたい）の東隣に移転することになり、2億7220万円をかけて新館が建設され、1987年（昭和62年）4月1日に開館した。

### 複数館体制へ（1996年 - ）
1996年（平成8年）7月27日、総工費9億円をかけて美濃加茂市東図書館が開館した。これにより従来の美濃加茂市立図書館は美濃加茂市中央図書館となる。東図書館は開館時よりジャン＝フランソワ・ミレーの「晩鐘」やフィンセント・ファン・ゴッホの「ひまわり」など絵画のレプリカの収集を始め、当初100点を保有していた。レプリカを借りた人は自宅の居間で飾るなどして鑑賞し、返却されてすぐに貸し出される作品もあったほど人気だった。2000年（平成12年）9月、移動図書館「そよかぜ号」の運用を終了、これに代えて翌10月より宅配サービスを運用開始し、2001年（平成13年）1月より図書館に来館するのが難しい高齢者や障碍者を対象に本格的に実施した。また中央図書館では大活字本の展覧会を2000年（平成12年）7月に開催した。
2001年（平成13年）6月に図書館システムを更新し、翌7月1日よりWeb OPACの運用を開始した。これは美濃加茂市の地域イントラネット事業の一環で、市役所や学校など40機関が光ファイバーで結ばれた。2002年（平成14年）1月5日に、瑞浪市民図書館に続いて岐阜県には2番目にインターネットからの予約を開始した。この頃の蔵書数は中央図書館が約12万冊、東図書館が約6万冊であった。同年3月には東図書館で受験勉強を続け志望校に合格した岐阜県立加茂高等学校の卒業生2人がお礼として図書のクリーニングボランティアを行い、4月に図書館ボランティア「e顔クラブ」（えがおクラブ）が発足した。2008年（平成20年）4月23日、子どもの読書活動優秀実践図書館として文部科学大臣表彰を受けた。
2009年（平成21年）8月6日、三和コミュニティセンターに北部分室を設置し、当日は市長の渡辺直由ら約80人が参加して開室式が行われた。美濃加茂市北部の伊深・三和地区では美濃加茂市立図書館の利用者が1.41%と低かったことから利用を促そうと設置したのであった。2011年（平成23年）4月1日には定住自立圏構想に基づき、坂祝町の坂祝町中央公民館図書室を美濃加茂市立図書館のシステムに統合、同時に図書館の公式サイトをリニューアルした。2011年（平成23年）7月には貸出冊数を5冊から10冊に変更、2013年（平成25年）4月にはWi-Fi設置、東図書館の平日夜間開館の開始、日曜日を開館日とするといったサービス向上を行った。2013年（平成25年）10月1日には図書館システムをクラウド化し、セキュリティゲートを導入した。
2017年（平成29年）3月31日時点の登録利用者数は41,538人でうち12,874人が美濃加茂市外の利用者であった。2016年（平成28年）度の美濃加茂市立図書館の貸出冊数は261,589冊で、最多貸出図書は、中央図書館では一般書が東野圭吾『人魚の眠る家』、児童書がわかやまけん『しろくまちゃんのほっとけーき』、東図書館では一般書が又吉直樹『火花』、児童書がエリック・カール『はらぺこあおむし』であった。

## 各館
美濃加茂市立図書館の2館1室と坂祝町中央公民館図書室はシステム統合しており、貸出カードが共通化され、各図書館・図書室で借りた本を任意の図書館・図書室に返却することができる。ただし、AV資料・絵画のレプリカは東図書館カウンターでしか貸出・返却ができない。中央図書館と東図書館は美濃加茂市市民協働部生涯学習課長の下に並列的に置かれている。

### 共通利用案内
- 貸出制限 - 美濃加茂市・坂祝町に在住・通勤・通学する者、可茂地区に居住する者、美濃加茂市・坂祝町の隣接市町村に居住する者
  - 貸出カードは全館共通。
- 貸出可能冊数 - 10冊
- 貸出可能期間 - 2週間
  - 北部分室は「次の貸出日」まで。
- 返却場所 - 美濃加茂市・坂祝町の図書館・図書室のカウンター、ブックポスト
  - 北部分室のカウンターは第1・3火曜日のみで、ブックポストはない。
- 予約、リクエスト、レファレンスサービス、コピー、団体貸出可能。

### 中央図書館
所在地は美濃加茂市太田町1921番地1。1958年（昭和33年）に美濃加茂市役所分室内に美濃加茂市立図書館として開館、現行館は1987年（昭和62年）4月1日に開館した。鉄骨鉄筋コンクリート構造2階建てで、敷地面積は1,325.60 m2、建築面積は864.42 m2、延床面積は1,231.19 m2である。AV資料は館内利用のみ可能で、貸し出しはできない。2016年（平成28年）度の貸出冊数は141,635冊、貸出冊数は105,714冊、来館者数は79,122人。ISILはJP-1001779。
- 開館時間：10時から18時（土日祝は17時15分まで）
- 休館日：月曜日（祝日の場合は翌日）、最終水曜日、年末年始、図書総点検日

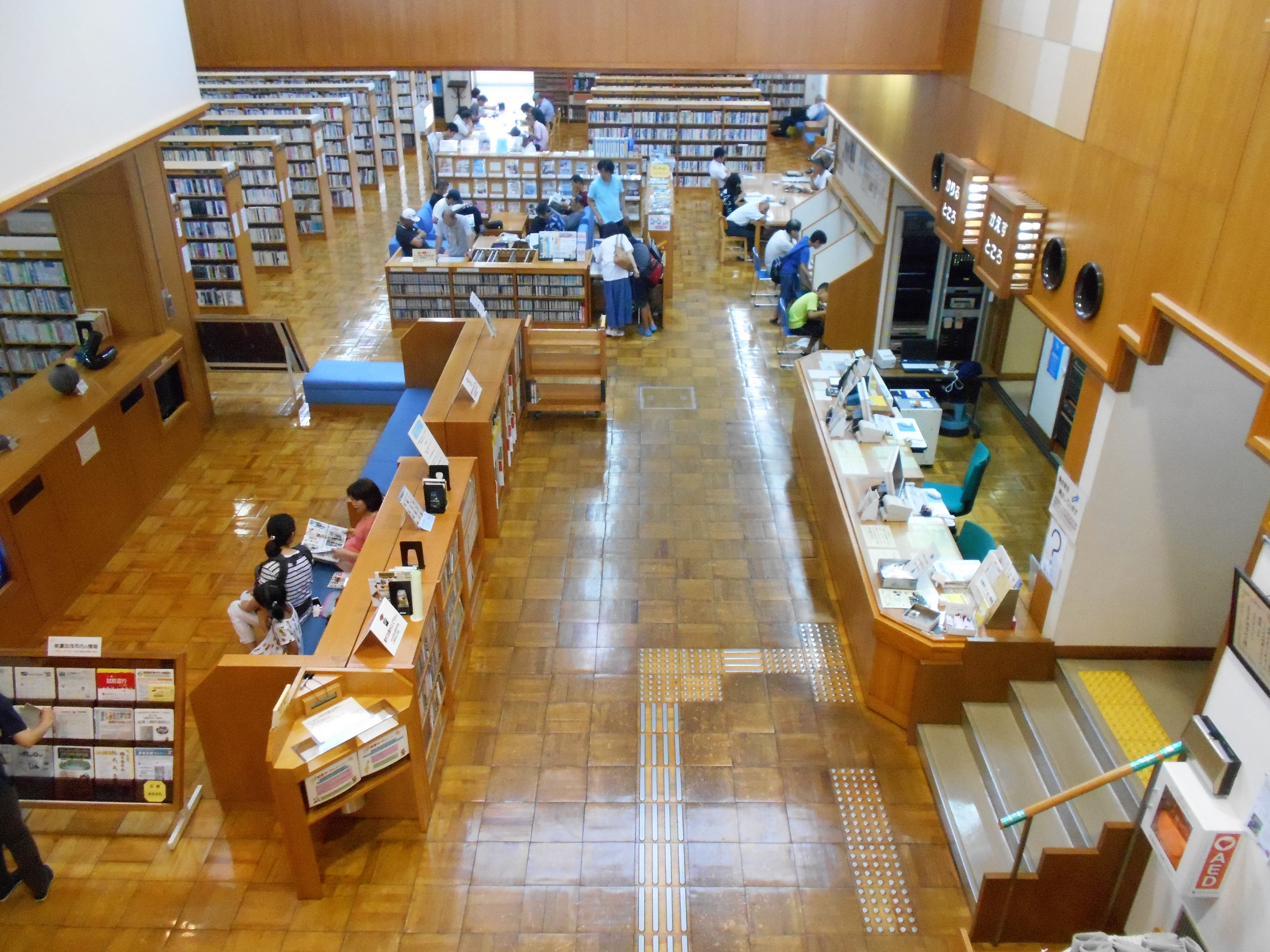
館内
| 階  | 施設                                                                                             |
| 2階 | 集会室、AVルーム、和室、閉架書庫                                                                 |
| 1階 | 事務室、カウンター、児童開架室、一般開架室、AVラウンジ、情報コーナー、CDコーナー、お話しコーナー |

### 東図書館

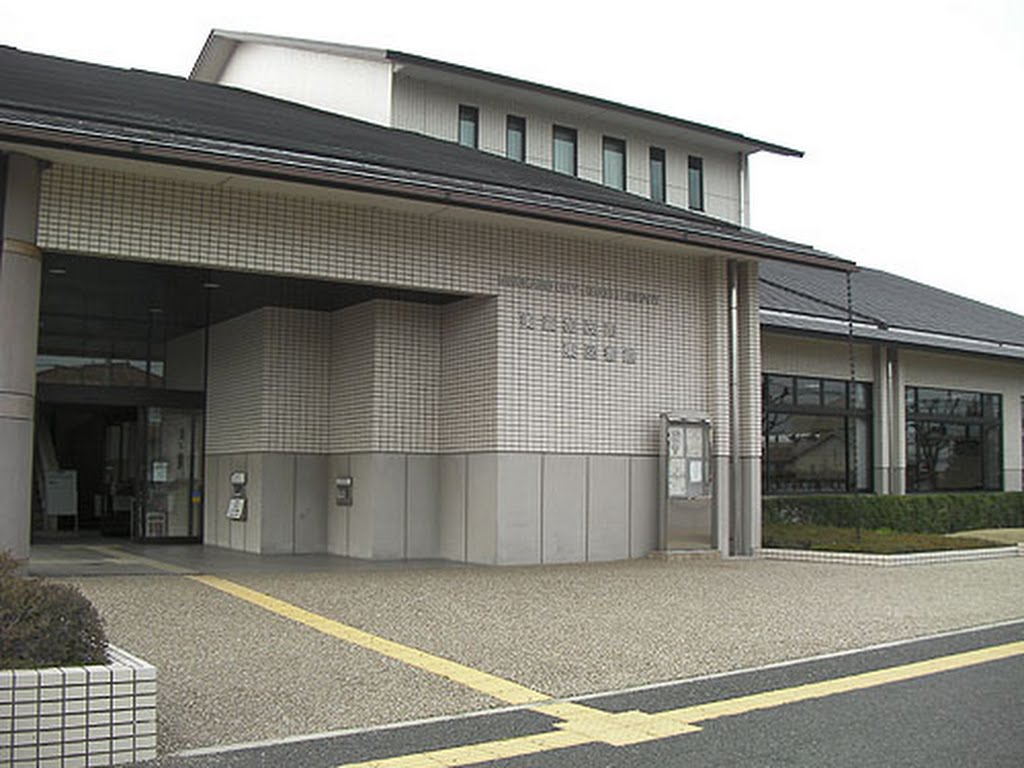
美濃加茂市東図書館

所在地は美濃加茂市本郷町九丁目2番22号。1996年（平成8年）7月27日開館。鉄骨鉄筋コンクリート構造2階建てで、敷地面積は4,420.70 m2、建築面積は1,155.38 m2、延床面積は1,554.61 m2と中央図書館を上回る。2016年（平成28年）度の蔵書冊数は104,754冊で中央図書館より少ないが貸出冊数は153,200冊、来館者数は125,102人で東図書館の方が多い。ISILはJP-1001780。
他の図書館・図書室では行っていないCD・VTR・DVD・絵画のレプリカの貸し出しを行っている。レプリカは、カタログから作品を選び、申込書に記入してカウンターで図書カードを提示して借用する。2016年（平成28年）度のAV資料・レプリカ貸出点数は3,155点。2階にある視聴覚ホールは108席の電動可動椅子席を設け、コンサートや映画会などに利用されており、これまでに赤座憲久による「子育て読書のお話を聞く会」での講演や、岐阜県立加茂高校の演劇部による自主公演が行われたこともある。
- 開館時間：10時から20時（土日祝は17時15分まで）
  - 視聴覚ホールのみ8時30分から22時まで
- 休館日：金曜日（祝日の場合は前日）、最終水曜日、年末年始、図書総点検日
- AV資料貸出可能点数 - CD：1枚、VTR・DVD：どちらか1点、レプリカ：1枚
- AV資料貸出可能期間 - CD・VTR・DVD：1週間、レプリカ：30日

館内
| 階  | 施設 |
| 2階 | 視聴覚ホール、会議室、和室                                                                                     |
| 1階 | 事務室、カウンター、児童開架室、成人開架室、AVコーナー、市民情報コーナー、CDコーナー、おはなしの部屋、閉架書庫 |

### 北部分室

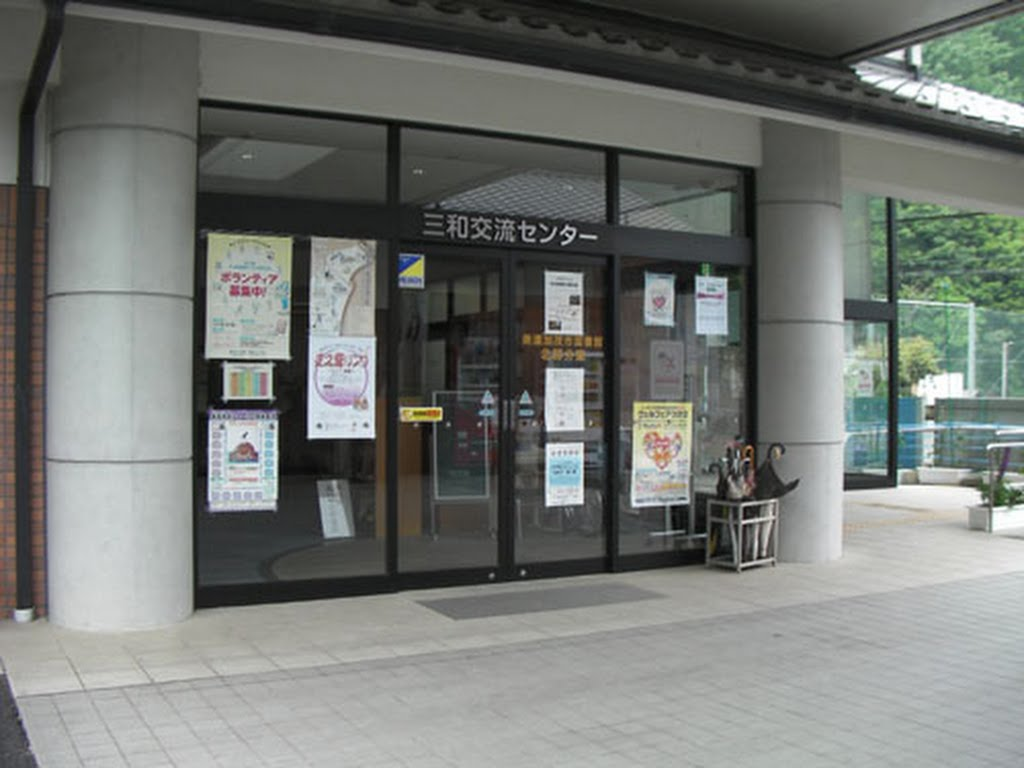
北部分室のある三和交流センター

所在地は美濃加茂市三和町川浦2565番地。2009年（平成21年）8月6日、三和交流センター（三和ふれあいセンター）内に開室し、床面積は50 m2である。正式名称は美濃加茂市立図書館北部分室で、中央図書館・東図書館のいずれかの分室というわけではない。平日であれば開室しているが、基本的には室内での閲覧のみ可能で、貸出と返却は第1・3火曜日のみ受け付けている。2016年（平成28年）度の貸出冊数は2,957冊、貸出冊数は2,675冊、来館者数は727人。美濃加茂市内の他の2館より活動は低調であるが、定期的に図書展示などを実施している。ISILはJP-1007703。
- 開館時間：10時から17時まで
- 休館日：土日祝日
- 貸出・返却のできる日：第1・3火曜日
  - 開室当時は第1・3水曜日であった[18]。

### 坂祝町中央公民館図書室

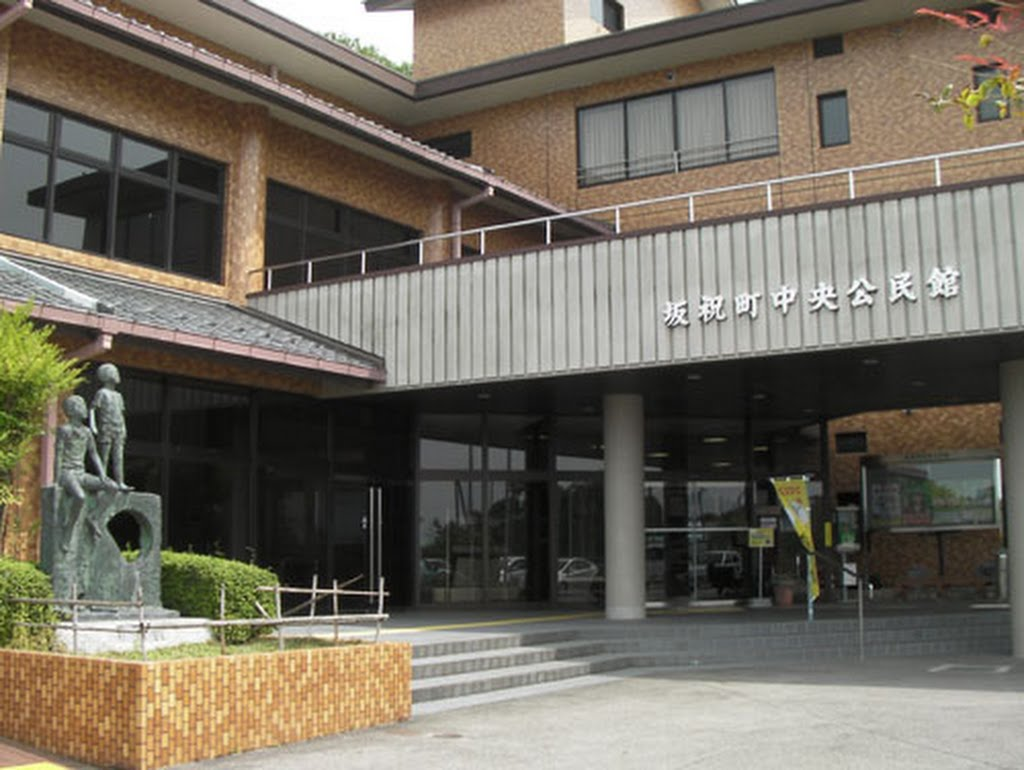
図書室のある坂祝町中央公民館

所在地は加茂郡坂祝町黒岩1260-1。坂祝町は美濃加茂市とは別の地方公共団体であるが、定住自立圏構想に基づき坂祝町中央公民館図書室が美濃加茂市立図書館のシステムに統合されている。美濃加茂市では坂祝町中央公民館図書室を「ネットワーク館」としており、図書館の利用カードを共通化し、坂祝町で借りた本を美濃加茂市で返却することもできる。ISILはJP-1006382。
- 開館時間：9時から17時まで
- 休館日：祝日（土日除く）、年末年始、臨時休館日

## 特色

### 乳幼児向けサービス

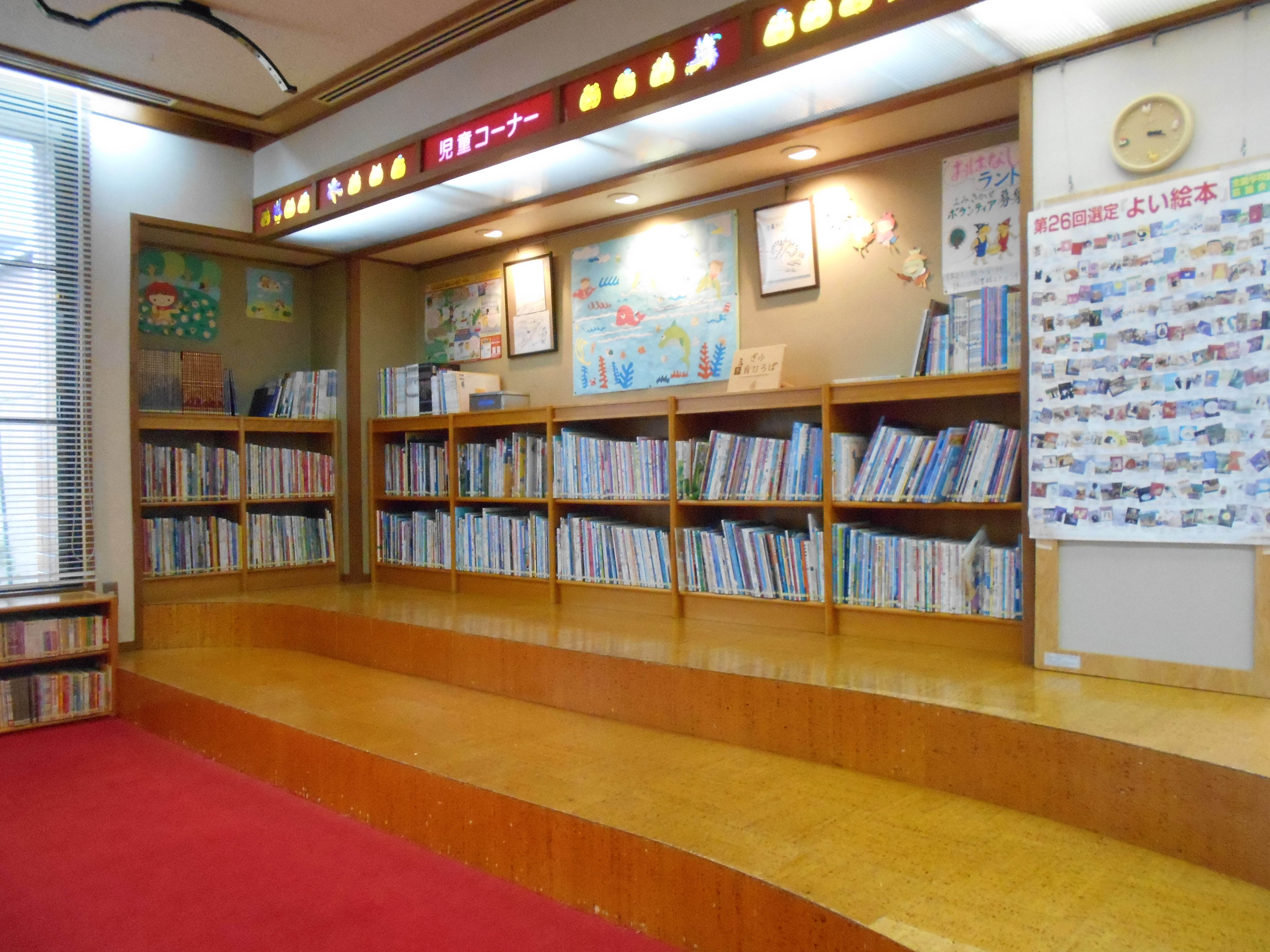
中央図書館の児童開架室

2005年（平成17年）4月より美濃加茂市こども課が「赤ちゃんと絵本事業」として、絵本を通して母子がふれあう時を持つ大切さを伝えると同時に子育て相談を受け付ける活動を実施している。2009年（平成21年）4月にはブックスタート事業を健康課が開始し、2010年（平成22年）度のブックスタートから「赤ちゃんと絵本事業」を図書館の事業とするようになった。2013年（平成25年）4月からは「あそびの広場事業」をカナリヤの家・健康課と合同で実施し、絵本の読み聞かせや手遊びなどを開催している。このほか毎週土曜日に東図書館で11時から、中央図書館で13時30分から読み聞かせを実施し、夏休みに図書館まつりを開催する。

### 森のとしょかん・まちじゅう図書館

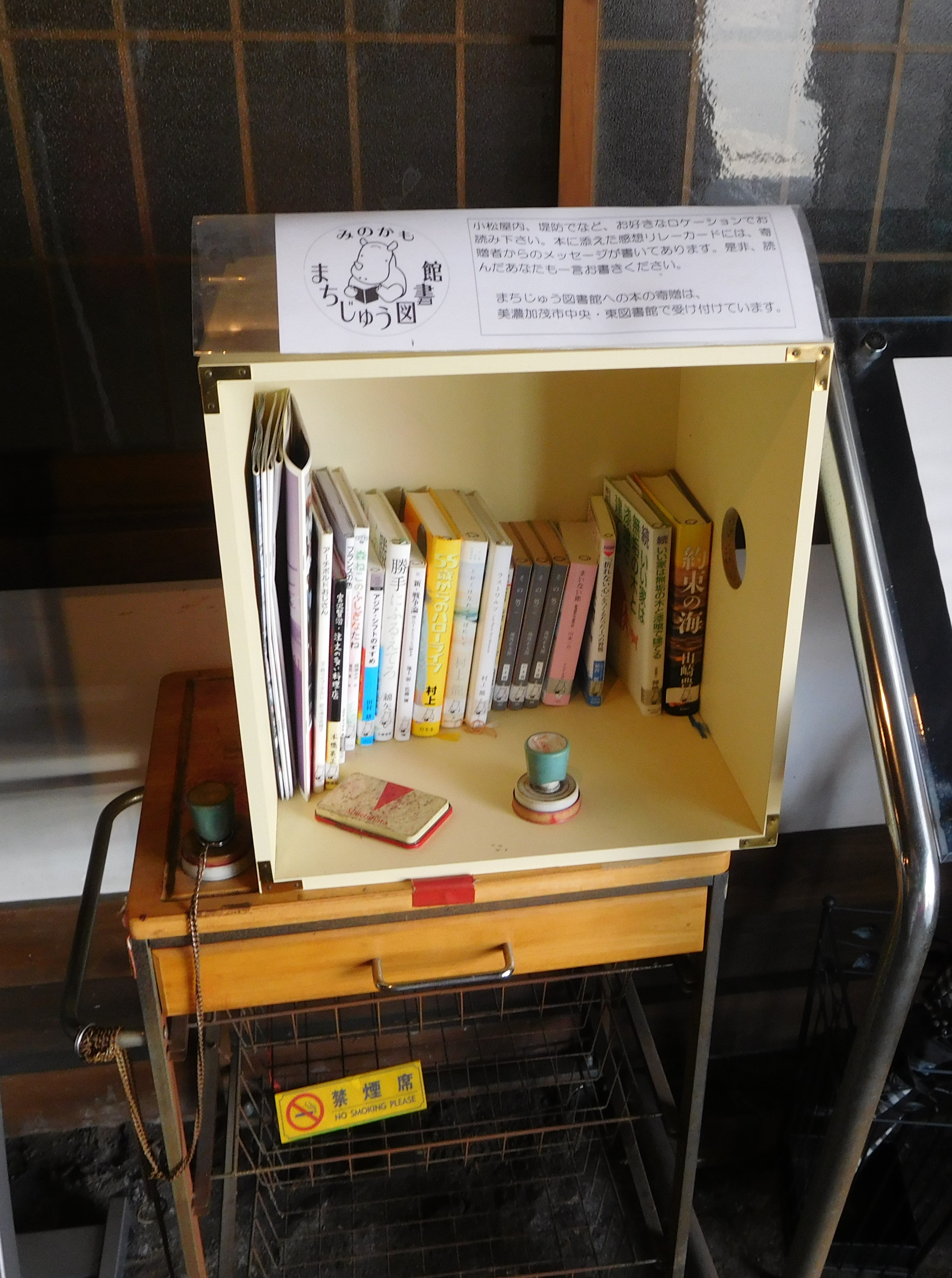
太田宿の旧小松屋にある「まちじゅう図書館」

美濃加茂市立図書館では図書館を飛び出して、みのかも健康の森やぎふ清流里山公園などで図書を貸し出す「森のとしょかん」を2014年（平成26年）8月より実施している。また、2015年（平成27年）4月より「まちじゅう図書館事業」を行っている。この事業は、美濃加茂市内の商店などに、市民が寄贈し一言感想を添えた本を置き、その本を通して商店主と客、あるいは客同士が交流を深めるというものである。寄贈図書の受付は美濃加茂市立図書館が行っており、寄贈された図書は協力施設に配架される。2016年（平成28年）度末現在、11か所の「図書館」がある。